# Гэтлин, Джастин
Джастин Гэтлин (англ. Justin Gatlin, род. 10 февраля 1982, Бруклин, Нью-Йорк, США) — американский спринтер, олимпийский чемпион 2004 года и 4-кратный чемпион мира, вернувшийся в большой спорт после четырёхлетней дисквалификации за применение допинга. Благодаря своим личным рекордам является пятым самым быстрым бегуном в истории в беге на 100 и шестым на 200 метров.

## Карьера
Начав заниматься спортом с раннего детства, Гэтлин серьёзно заявил о себе в 2003 году на Чемпионате мира по лёгкой атлетике в помещении, став чемпионом на дистанции 60 метров. На проводившейся в следующем году Олимпиаде в Афинах он завоевал золото в стометровке с результатом 9,85 с, всего на одну сотую опередив португальца Фрэнсиса Обиквелу и на две сотых олимпийского чемпиона Сиднея Мориса Грина. Также он стал бронзовым призёром в забеге на 200 метров и выиграл серебряную медаль в эстафете 4×100 метров.
В 2005 году на Чемпионате мира в Хельсинки Гэтлин вновь поднялся на верхнюю строчку пьедестала, выиграв забеги на 100 (9,88 с) и 200 (20,04 с) метров. В 2006 году на соревнованиях в Катаре он установил мировой рекорд на стометровке, пробежав дистанцию за 9,76 секунды. Однако через пять дней Международная федерация лёгкой атлетики сообщила о лишении спортсмена рекорда, поскольку уточнённое его значение равнялось 9,766 секунды и округлённый до 9,77 результат соответствовал прежнему достижению ямайского спринтера Асафы Пауэлла.
В 2012 году на Олимпиаде в Лондоне выиграл бронзовую медаль, пробежав 9,79. Это является его личным рекордом, после аннулирования его прежних результатов.
Вернувшись в большой спорт, Гэтлин неплохо выступает в Бриллиантовой лиге лёгкой атлетики. 6 июня 2013 года пробежав 100 м за 9,94, он обогнал Усэйна Болта. 19 июля он вновь выиграл 100 метров.
Победитель Бриллиантовой лиги 2013 года на дистанции 100 метров. 2014 год Гэтлин начал с очень сильных выступлений на 100 м. Он постоянно выбегал из 10 с, и наконец на 9 этапе Бриллиантовой лиги 2014 года он пробежал 100 м за 9,80 с, то есть фактически по своему личному рекорду. На 10 этапе в Монако 18 июля 2014 года установил свой личный рекорд, который стал лучшим результатом в сезоне на 200 м — 19,68 с. Это 9 результат за всю историю забегов на 200 м. Быстрее бегали только Усейн Болт — 19,19, 19,30, 19,32, 19,40, 19,66, Йохан Блейк — 19,26, 19,44, Майкл Джонсон — 19,32, 19,66, Уолтер Дикс — 19,53, Тайсон Гэй — 19,58. Несмотря на то, что ещё оставалось 4 этапа Бриллиантовой лиги 2014 года Гэтлин стал её досрочным победителем на дистанции 100 метров.
На последнем этапе Бриллиантовой лиги 2014 года в Брюсселе Джастин Гэтлин устанавливает новый личный рекорд в беге на 100 м — 9,77.
На первом этапе Бриллиантовой лиги 2015 года обновил свой личный рекорд в беге на 100 м — 9,74, показав, что он может составить достойную конкуренцию самому Усэйну Болту на чемпионате мира в Пекине в 2015 году. В итоге в финале чемпионата мира Гэтлин пробежал за 9,80, всего 0,01 сек проиграв Болту в борьбе за золото.
На чемпионате мира по легкой атлетике 5 августа 2017 года занял первое место в финале забега на 100 метров, одолев самого Усейна Болта, который планировал завершить карьеру этим забегом.
28 сентября 2019 года Джастин в Дохе стал серебряным призёром чемпионата мира в беге на дистанции 100 метров, показав в финальном забеге результат — 9,89 с. и уступив победителю Кристиану Коулману 0,13 секунды.

## Допинговые скандалы
В 2001 году Джастин Гэтлин был отстранён от соревнований на год после обнаружения в его пробе амфетаминов.
В 2006 году после взятых допинг-проб в организме Гэтлина было обнаружено повышенное содержание тестостерона. В результате спортсмен был лишён установленного им рекорда в 9,77 секунд и отстранён от соревнований. Изначально был назначен восьмилетний срок дисквалификации, однако потом он был сокращён вдвое: запрет действовал с мая 2006 года по май 2010.